# Nuff Said
Nuff Said is een Amsterdamse rockband van Middelburgse origine.

## Biografie
Nuff Said is opgericht door de broers Marijn en Michiel Slager en Willy Berrevoets in 1996. Ze wonnen dat jaar AMP's Battle Of The Bands '96 en het Rotterdamse Vers Uit De Maas. De demo werd door FRET tot demo van de maand uitgeroepen.
Red, het eerste album, werd lovend door de pers ontvangen en bezorgde Nuff Said een optreden op Lowlands. In 2000 speelde de hele band in de film Wilde Mossels van Erik de Bruyn als fictieve band Paelingvet met Frank Lammers. Nuff Said droeg ook enkele nummers bij aan de soundtrack. Een van die nummers is het legendarische Lekker Dieng.
In 2006 won de band de KinkFM LiveXS-Award voor beste live-act van Nederland en eindigde op de tweede plaats voor beste album met het in 2005 uitgebrachte titelloze album. In december 2006 brachten ze een nieuw dubbelalbum uit: Ebony & Ivory.
In november 2009 is het nieuwe album Supernatural uitgekomen. Maart 2010 was van dat album de release van de single 'Beautiful'. De clip voor 'Beautiful' is opgenomen in de Westergasfabriek met de bekroonde Awakenings lichtjockey Allard de Jaager (Gouden Kabouteraward). De clip is gemaakt door Matthijs Hoitsma.

## Bandleden
- Marijn Slager (gitaar, zang)
- Michiel Slager (bas)
- Willy Berrevoets (drums, zang)

## Discografie
- Red - 1998
- Blue - 2004
- Textballoon/Yellow (titelloos) - 2005
- Ebony & Ivory (2CD) - 2006
- Supernatural - 2010